# 横手市立十文字第一小学校
横手市立十文字第一小学校（よこてしりつ じゅうもんじだいいちしょうがっこう）は、秋田県横手市十文字町にかつて存在した公立小学校。通称「一小」。
2021年3月31日に閉校し、横手市立十文字小学校へと統合された。

## 歴史

### 略歴
十文字第一小学校の起源となるのは、明治期に発された学制によって1877年4月10日に開校した「四道（しどう）学校」であり、現在は北都銀行十文字支店のある位置（十文字町本町）に存在した。1879年には四道学校、栄学校、仁井田学校の3校に分離するが、1883年に3校は統合され、「明倫学校」として開校した。
1886年に発令した小学校の設置区域を定める県令により、十文字町新田村・鼎村・十五野新田村・上鍋倉村・佐賀会村・仁井田村・八木村・梨木羽場村が平鹿郡内第二二学区として指定され、1887年に十文字新田村にて「十文字学校」（曙校舎と呼ばれた）を設置した。この際、後に十文字第二小学校となる「鼎学校」も統合している（1889年に独立）。
1889年4月1日、町村制施行により十文字村が発足、同時に等科を変更し「十文字簡易小学校」と改称。1892年には小学校令改正により「十文字尋常小学校」へ、1901年には高等科を附設し「十文字尋常高等小学校」と改称し、校舎も移転した（坂の下校舎と呼ばれた）。 
第二次世界大戦が勃発し、国民学校令が公布された1941年には「十文字国民学校」へ、終戦後の学校教育法によって「十文字町立十文字小学校」へと改称した。1922年10月1日に町制施行で十文字町が発足、その後1954年10月1日に三重村と合併し、改めて十文字町が発足した際に「十文字町立十文字第一小学校」へと改称した（同時に三重小学校が「十文字第二小学校」と改称している）。
2005年には、旧横手市と平鹿郡5町2村による合併で横手市が発足し、「横手市立十文字第一小学校」と改称。2021年に閉校し、十文字第二小学校・植田小学校・睦合小学校とともに新設の十文字小学校へと統合された。

### 年表
以下、注釈の無い項目は『十文字町史（1996年）』の情報によるもの。
- 1877年4月10日 - 「四道学校」が開校。
- 1879年 - 四道学校、栄学校、仁井田学校に分離。
- 1883年 - 3校統合し「明倫学校」が開校。
- 1887年 - 県令により、「十文字学校」が開校。
- 1889年4月1日 - 「十文字簡易小学校」と改称。
- 1901年 - 高等科を附設し、「十文字尋常高等小学校」と改称。
- 1941年4月1日 - 国民学校令により、「十文字国民学校」と改称。
- 1947年4月1日 - 学校教育法（現行法）により、「十文字町立十文字小学校」と改称。
- 1954年10月1日 - 町村合併により、「十文字町立十文字第一小学校」と改称[7]。
- 2005年10月1日 - 市町村合併により、「横手市立十文字第一小学校」と改称。
- 2021年3月31日 - 閉校[2][8]。

### 児童数の変遷
| 年                 | 児童数 |
| ------------------ | ------ |
| 1892年（明治25年） | 152    |
| 1897年（明治30年） | 257    |
| 1901年（明治35年） | 411    |
| 1907年（明治40年） | 492    |
| 1921年（明治45年） | 502    |
| 1916年（大正5年）  | 526    |
| 1921年（大正10年） | 619    |
| 1926年（大正15年） | 686    |
| 1940年（昭和5年）  | 803    |
| 1935年（昭和10年） | 931    |
| 1940年（昭和15年） | 959    |
| 1951年（昭和26年） | 811    |
| 1955年（昭和30年） | 854    |
| 1960年（昭和35年） | 952    |
| 1965年（昭和40年） | 794    |
| 1970年（昭和45年） | 739    |
| 1975年（昭和50年） | 695    |

## 校歌
- 作詞：竹内瑛二郎[10]
- 作曲：佐藤長太郎[10]

## 通学区域
2014年時点の「横手市立小中学校通学区域に関する規則」によると、以下の通り。
- 十文字町の字本町・字曙町・字上佐吉開・字栄町・字下佐吉開・字十文字・字通町・字西上・字西下・字大道東・字麻当・字海道下（国道13号より東側）
- 十文字町西原一番町・十文字町西原二番町・十文字町佐賀会・十文字町仁井田・十文字町腕越・十文字町梨木・十文字町宝竜一丁目・十文字町宝竜二丁目の全域
- 十文字町上鍋倉の字東坊田野・字西坊田野・字上掵の一部（国道13号より東側）
- 十文字町十五野新田の字十文字下タの一部（国道13号より東側）
- 十文字町鼎の字石川原

## 著名出身者
- 外山優子 (バスケットボール選手)